# Max von Waldberg
El barón Max Freiherr von Waldberg (1 de enero de 1858 - 6 de noviembre de 1938) fue un profesor de literatura  de la Universidad de Heidelberg, Alemania.

## Biografía
Waldberg estudió desde 1877 en Viena, Chernivtsí y Berlín. Recibió su título (equivalente en otros países a un doctorado que permite enseñar en la universidad) en 1881 por la Universidad de Chernivtsi y su habilitación universitaria en 1884. Fue nombrado en 1888 profesor extraordinario a Czernowitz, después profesor extraordinario en 1889 por la universidad Ruprecht-Karl de Heidelberg. También fue profesor honorario desde 1908.
Tras la Primera Guerra Mundial, resultó que uno de sus estudiantes sería en el futuro ministro de la propaganda del Tercer Reich, Joseph Goebbels. Con 75 años, el 12 de abril de 1933 se vio forzado a jubilarse, posiblemente por sus antepasados judíos. Incluso fue tachado del listado de profesores en 1935.
Max von Waldberg murió el 6 de noviembre de 1938, a los 80 años, y está enterrado en el Cementerio Bergfriedhof de Heidelberg.

## Obras
- Studien zu Lessings Stil in der Hamburgischen Dramaturgie. Berlin 1882 (Zugl. Diss. Universität Czernowitz, 1881).
- Die deutsche Renaissance-Lyrik. Berlin 1888.
- Goethe und das Volkslied. Berlin 1889.
- Der empfindsame Roman in Frankreich. Teil I: Die Anfänge bis zum Beginne des XVIII. Jahrhunderts. Straßburg/Berlin 1906.
- Studien und Quellen zur Geschichte des Romans. Band I: Zur Entwicklungsgeschichte der „schönen Seele“ bei den spanischen Mystikern. Berlin 1910.